# BMW S 1000 R
La BMW S 1000 R è un modello di motocicletta stradale supernaked prodotta dalla casa motociclistica tedesca BMW Motorrad a partire dal 2013. Si basa sul progetto della superbike S 1000 RR con la quale condivide soluzioni tecniche e parti meccaniche.

## Descrizione

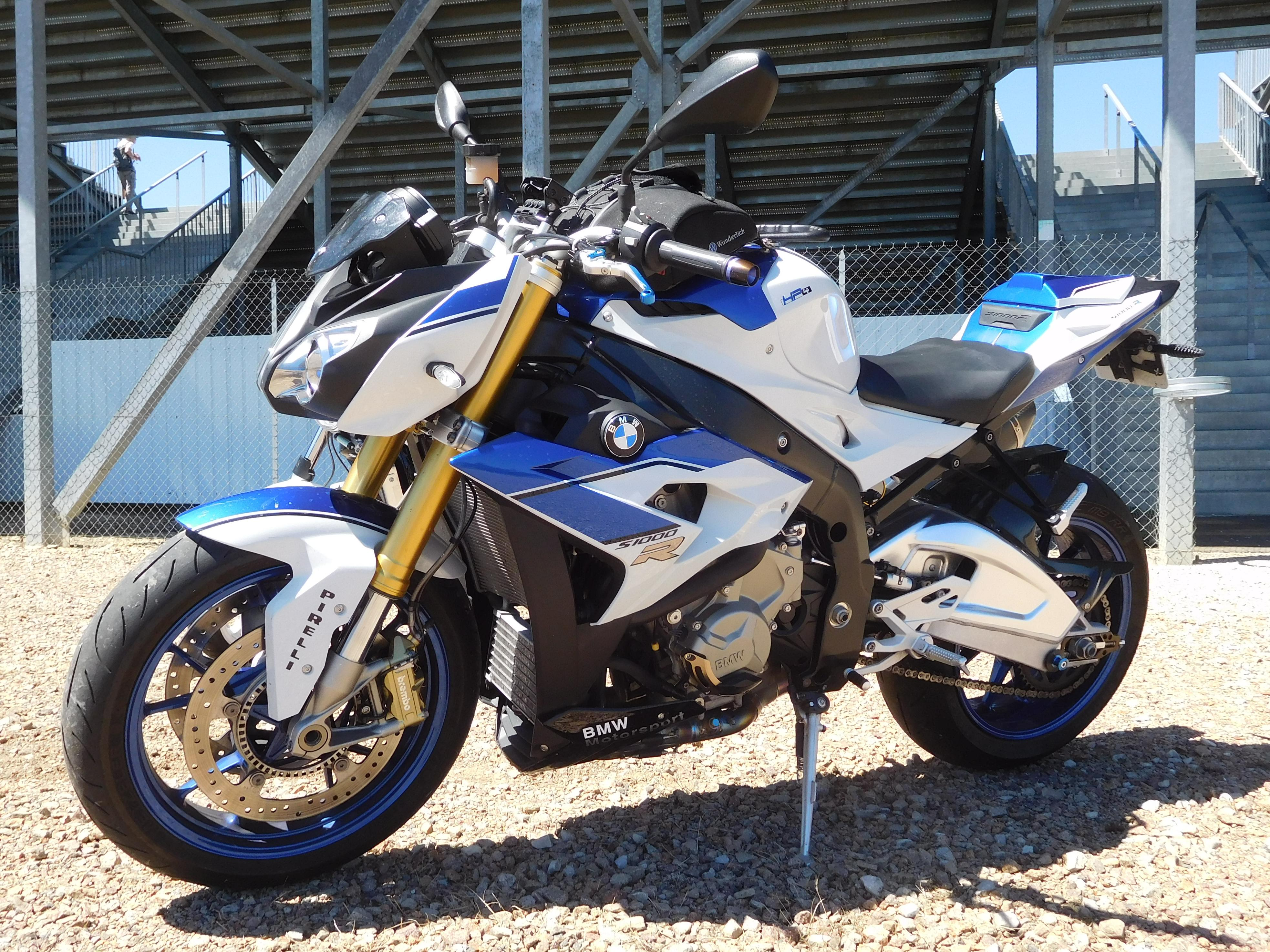
S 1000 R HP4

Il suo propulsore quattro cilindri in linea da 999 cm³ eroga una potenza di 160 CV con velocità massima di 260 km/h. Esso viene gestito da un cambio a sei rapporti ad innesti frontali. Il design è stato rivisto pur mantenendo alcuni elementi della versione originale. Il manubrio è tubolare in alluminio e implementa un contagiri di tipo analogico e un computer di bordo. L'iniezione di carburante sequenziale selettiva avviene con due iniettori per cilindro. Per migliorare la guidabilità sono stati introdotti nuovi condotti della testata cilindri e nuovi alberi a camme dal profilo rivisto. Come sistemi di sicurezza sono presenti il Race-Abs e l'ASC.

### Aggiornamento 2017
Nel 2017 il modello ha subito un aumento di potenza raggiungendo i 165 CV, 5 in più del precedente modello È stata inoltre alleggerita di 3 kg (6,6 lb) ed è stato migliorato il sistema di ABS, controllo di trazione e lo scarico. Sia il telaio che l'elettronica migliorata sono presi dalla S1000RR.
Come la S1000RR, il modello è fornito di BMW's "Gearshift Assist Pro" quickshifter di base, che ne migliora le performance.

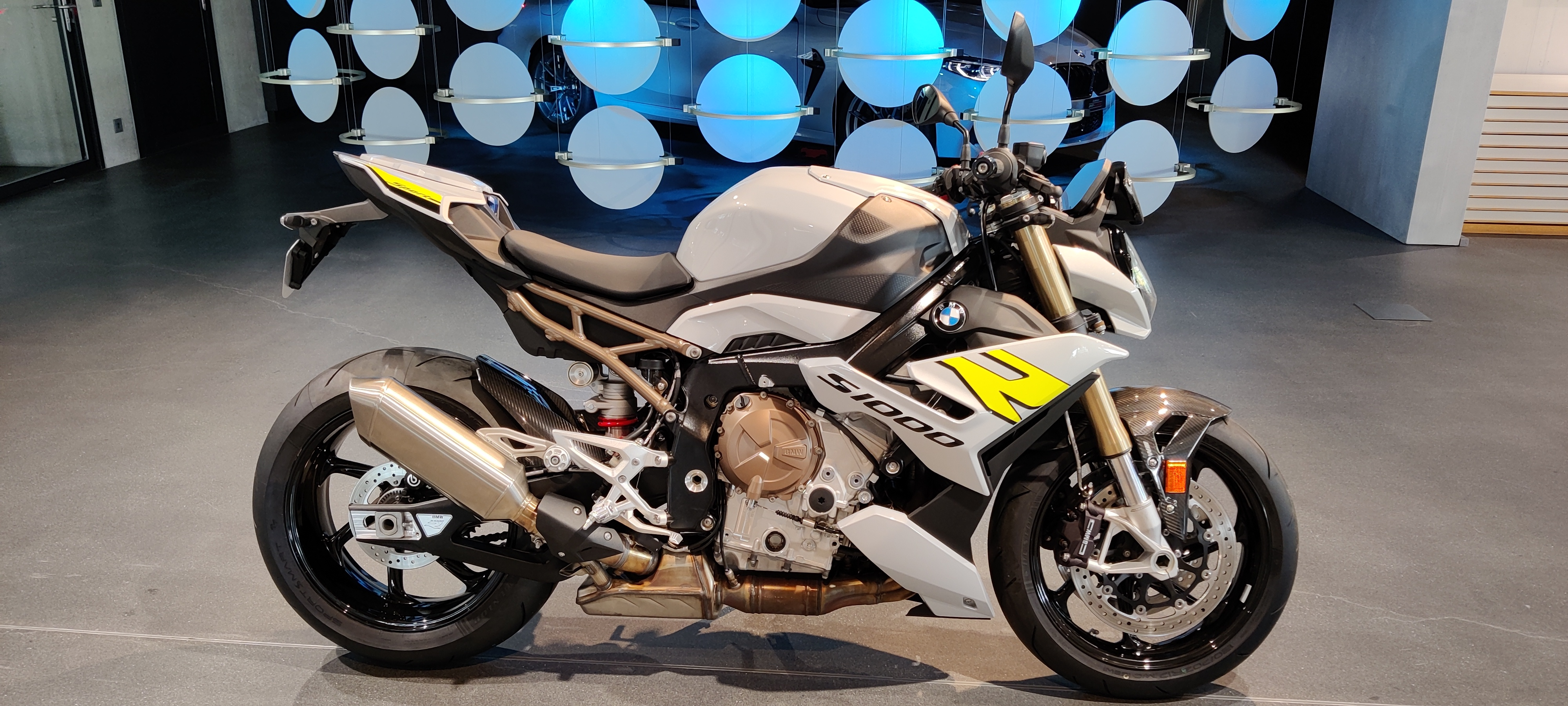
S1000R 2021

## Seconda generazione (2021-)
Nella primavera 2021 viene presentata online la nuova generazione, frutto degli avanzamenti tecnici della sorella sportiva RR: il quattro cilindri da 999 cc (ora è omologato Euro 5) mantiene i 165 CV ma viene alleggerito e grazie anche al telaio Flex Frame, il peso complessivo della moto scende a 199 Kg, quasi 7 in meno del precedente modello. Tra l'equipaggiamento di base è presente il DTC, l'ABS cornering, multiple Riding-Modes, strumentazione con display TFT e illuminazione ai LED.